# Paul Lamborelle
Paul Charles Lamborelle (Lokeren, 9 juli 1871 - Mechelen, 1 mei 1943) was een Belgisch syndicalist en politicus voor de Liberale Partij.

## Levensloop
Lamborelle was doctor in de geneeskunde. Tijdens zijn studentenjaren was hij actief in de Société Générale des Etudiants Libéraux (Gé Libérale), een van de eerste liberale studentenverenigingen in België. Hij was ondervoorzitter van deze vereniging.
In 1911 werd hij voor de Liberale Partij verkozen tot gemeenteraadslid van Mechelen en bleef dit tot aan zijn dood. Tijdens de Eerste Wereldoorlog was hij tijdelijk schepen. Van 1933 tot 1939 was hij opnieuw schepen.
Van 1912 tot 1919 en van 1921 tot 1925 zetelde Lamborelle voor het arrondissement Mechelen in de Kamer van volksvertegenwoordigers. Daarna zetelde hij in de Senaat: van 1925 tot 1929 als provinciaal senator en van september tot november 1932 als rechtstreeks gekozen senator voor het kiesarrondissement Mechelen-Turnhout. Van 1939 tot aan zijn dood zetelde hij opnieuw in de Kamer. In het parlement was hij een van de vertegenwoordigers van het Liberaal Vlaams Verbond. In 1922 was hij een van de zes Vlaamse liberale Kamerleden die voor de vernederlandsing van de Rijksuniversiteit Gent stemden.
Lamborelle behoorde tot de sociaal-liberalen. Hij was actief in verschillende sociale en arbeidsrechtelijke organisaties en betrokken bij de ontwikkeling van de liberale vakbond. Hij was medestichter in 1920 van de overkoepelende liberale vakbond, de Algemene Centrale der Liberale Vakbonden van België (ACLVB). Hij werd er voorzitter van en bleef dit tot in 1942.